# Копытово (Ярославский район)
Копытово — деревня в Ярославском районе Ярославской области. Входит в состав Заволжского сельского поселения.

## География
Находится в восточной части Ярославской области на расстоянии приблизительно 17 км на север-северо-восток по прямой от станции Филино.

## История
В 1859 году здесь (деревня Даниловского уезда Ярославской губернии) было учтено 6 дворов , в 1898 — 14.

## Население
Численность населения: 65 человека (1859 год), 0 в 2002 году, 7 в 2010.